# 奥丸山

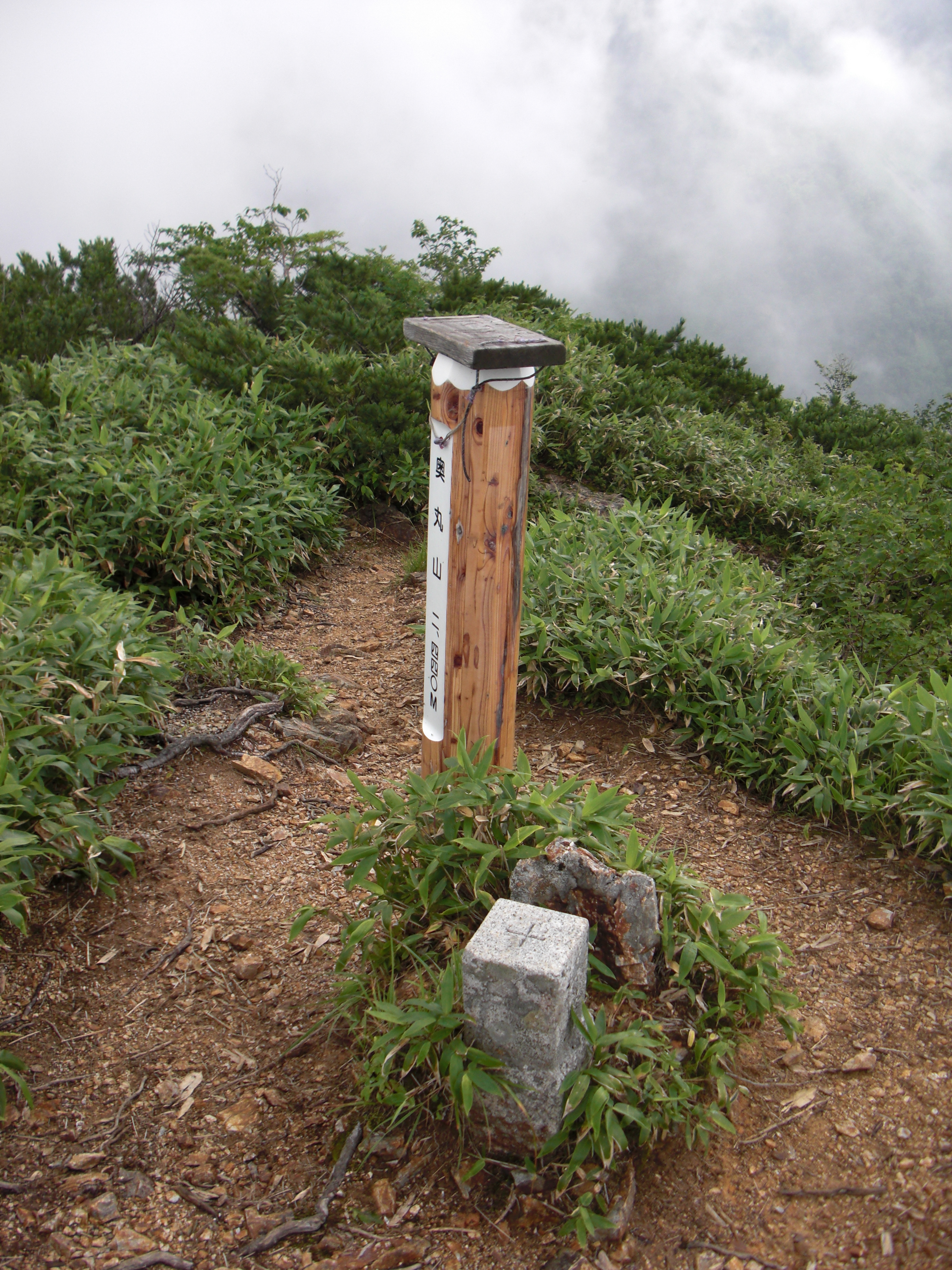
奥丸山山頂部 (2010年8月16日撮影)

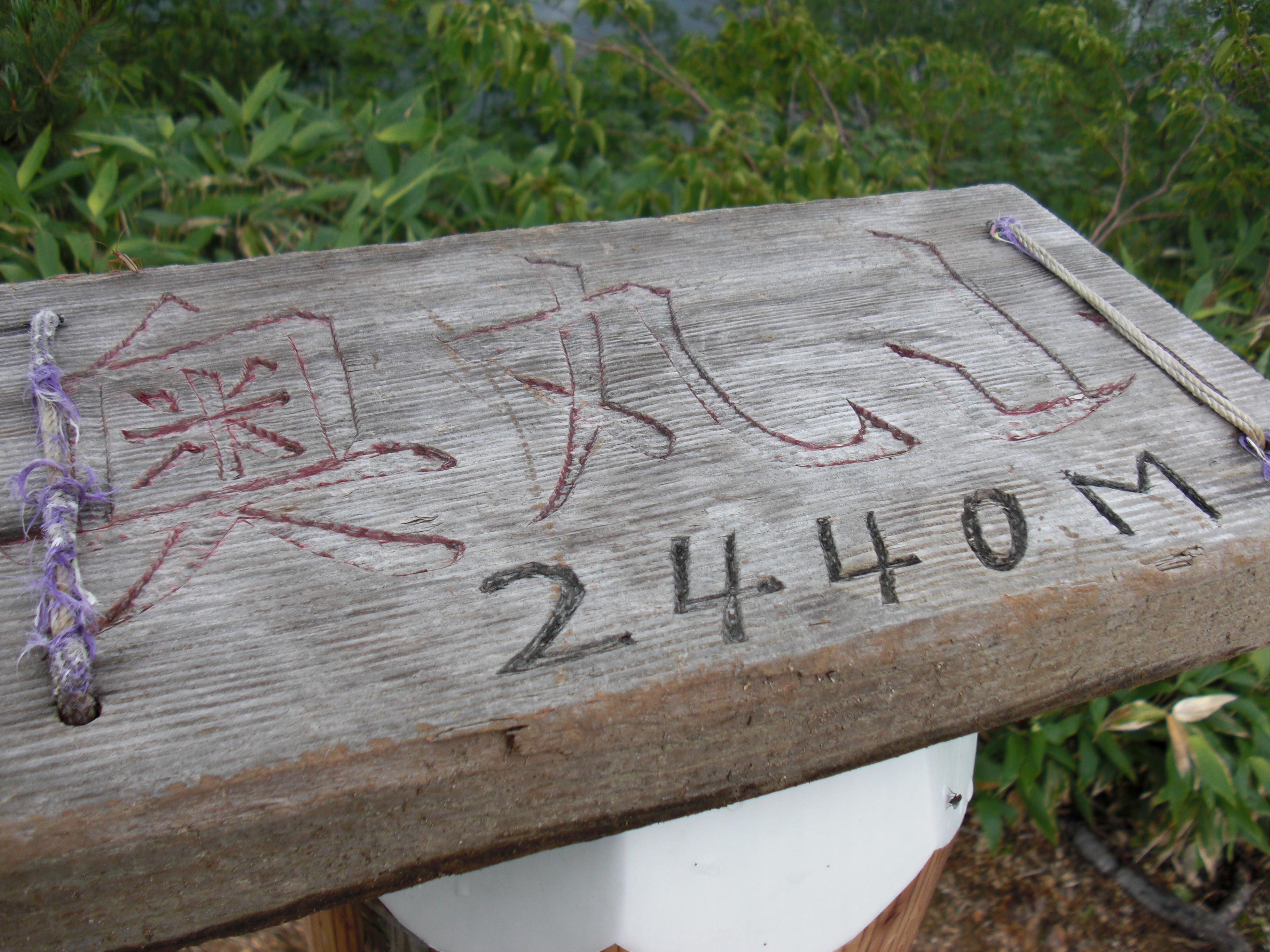
山頂にある標識

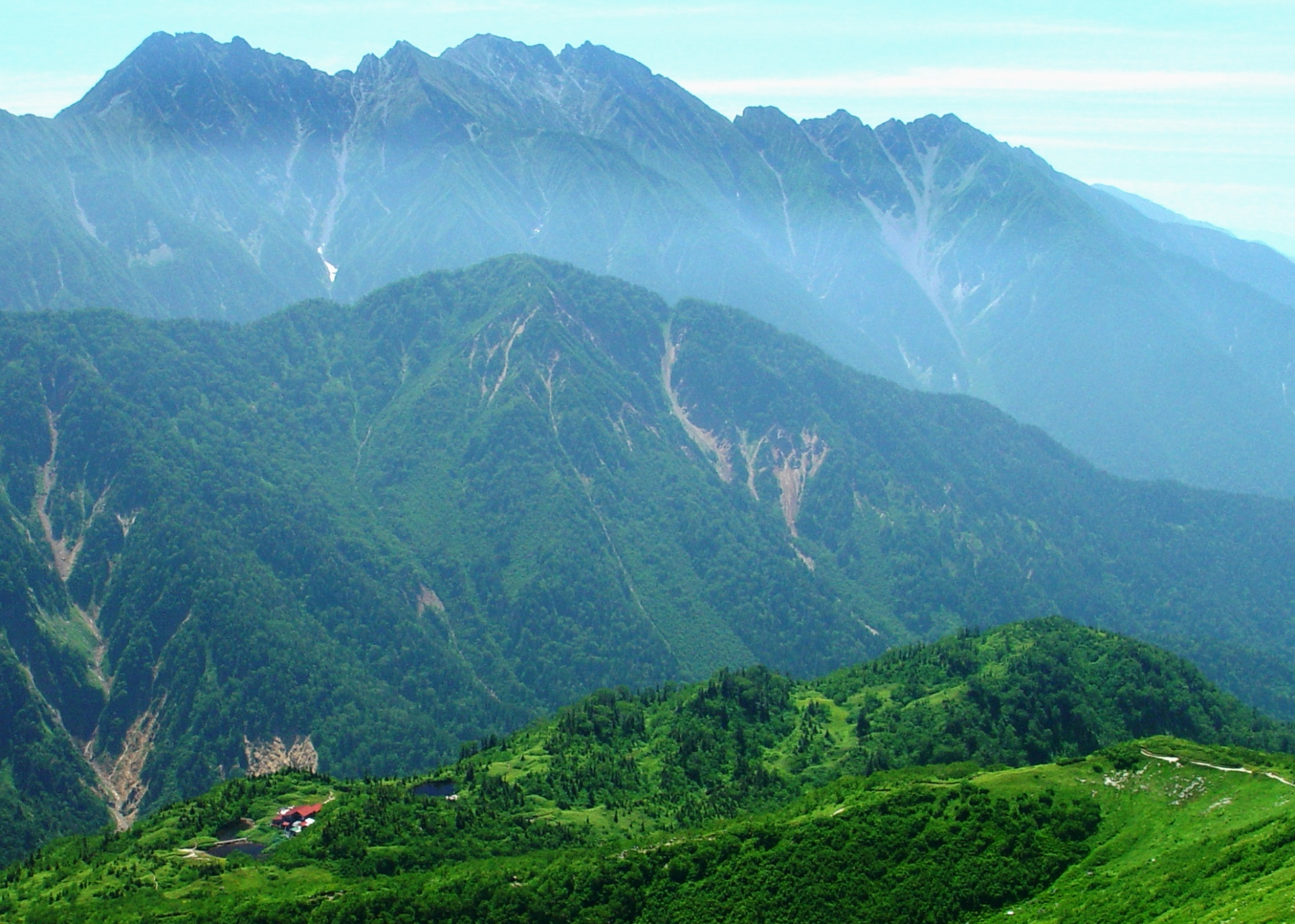
鏡平上部からの奥丸山と穂高岳

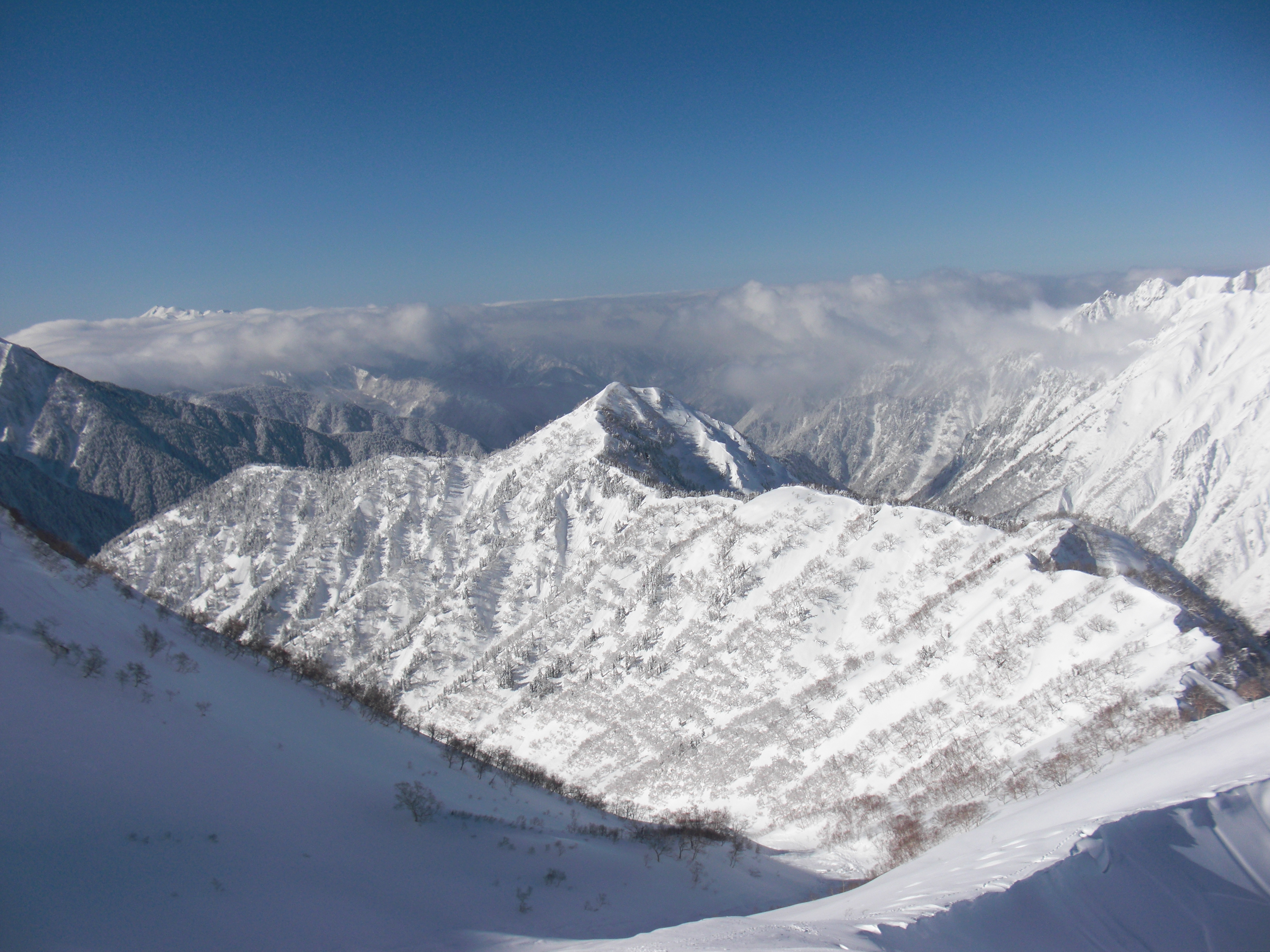
千丈沢乗越から望む積雪期の奥丸山

奥丸山 (おくまるやま) は、中部山岳国立公園内の飛騨山脈 (北アルプス) にある標高2,439mの山。

## 概要
山体すべてが岐阜県に属する。槍ヶ岳から樅沢岳に至る西鎌尾根の途中の千丈沢乗越から派生する中崎尾根上にある。
山頂からは、東側の槍ヶ岳、穂高岳、西側の笠ヶ岳、遠くは乗鞍岳といった360度の大展望を望むことが出来る。
また、東側には北穂高岳の滝谷を真正面から望める。

## 登山

### 登山ルート
- 右俣谷の槍平小屋からの登山ルート

従来からの主な登山道。中崎尾根へ登ると、奥丸山頂は千丈沢乗越方面への登山道とは反対方向になり、槍ヶ岳登山ルート上からは逸れるため訪れる人も少なかった。
- 左俣谷からの登山ルート

2005年秋に、左俣谷からの登山道が新設され、わさび平からの登山が可能になった。奥丸山から槍ヶ岳への登山道とつながったため、新穂高温泉 - わさび平 - 奥丸山 - 千丈沢乗越 - 槍ヶ岳という新たな登山ルートが誕生した。これにより、奥丸山は、槍ヶ岳登山ルート上の山に仲間入りした。
- 新穂高温泉からの中崎尾根のバリエーションルート

冬期などに、新穂高温泉から中崎尾根の稜線づたいに、中崎山を経て奥丸山に至るバリエーションルートが利用される例が少数ある。

### 周辺の山小屋
| 名称         | 所在地                   | 収容人数 | キャンプ 指定地 | 備考                   |
| ------------ | ------------------------ | -------- | --------------- | ---------------------- |
| 槍平小屋     | 右俣谷の標高1,990m地点   | 80人     | テント50張      | 奥丸山と南岳新道取付   |
| わさび平小屋 | 左俣林道の標高1,402m地点 | 60人     |                 | 小池新道               |
| 穂高平小屋   | 左俣林道の標高1,350m地点 | 30人     |                 |                        |
| 槍ヶ岳山荘   | 槍ヶ岳山頂直下の南側肩   | 650人    | テント30張      | 表銀座と裏銀座の合流点 |

## 周辺の主な山
| 名称     | 標高 (m) | 三角点 | 奥丸山との 距離 (km) | 備考       |
| -------- | -------- | ------ | -------------------- | ---------- |
| 奥丸山   | 2,439    | 三等   | 0                    | 中崎尾根   |
| 槍ヶ岳   | 3,180    |        | 3.2                  | 日本百名山 |
| 大喰岳   | 3,101    |        | 2.7                  |            |
| 中岳     | 3,084    |        | 2.5                  |            |
| 南岳     | 3,033    | 三等   | 2.9                  |            |
| 奥穂高岳 | 3,190    |        | 4.7                  | 日本百名山 |
| 笠ヶ岳   | 2,897    | 二等   | 6.3                  | 日本百名山 |

飛騨山脈の主な山は、記事飛騨山脈を参照。